# Hotspot Shield
Hotspot Shield est un service VPN public développé par AnchorFree, Inc., Hotspot Shield a été utilisé pour contourner la censure gouvernementale lors des manifestations du Printemps arabe en Égypte, en Tunisie, en Libye et à Hong Kong,.

## Aperçu
Hotspot Shield est développé et exploité par Pango (anciennement AnchorFree Inc.), une société de Redwood City, en Californie, avec des bureaux situé à Boston ainsi qu'en Ukraine,. La première application client Hotspot Shield a été publiée en avril 2008 pour les systèmes d'exploitation Windows et macOS. Il a été étendu pour inclure la prise en charge d'iOS et d'Android en 2011 et 2012.
Le client Hotspot Shield établit une connexion VPN cryptée avec l'un de ses serveurs VPN publics pris en charge, via lequel l'utilisateur peut se connecter à Internet. La connexion protège le trafic entre l'utilisateur et le serveur contre les écoutes clandestines,, et l'adresse IP du client n'est pas exposée. Bien que le service ne puisse pas rendre les utilisateurs complètement anonymes sur Internet, il peut considérablement augmenter la confidentialité et la sécurité de l'utilisateur. Les utilisateurs peuvent contourner la censure en utilisant Hotspot Shield en se connectant à un serveur VPN situé en dehors de leur pays. Le logiciel client et le service sont tous deux freemium : les principales fonctionnalités de l'application client, ainsi qu'un certain nombre de serveurs publics sont disponibles gratuitement, mais les utilisateurs doivent payer afin d'obtenir des fonctionnalités supplémentaires, qui incluent l'élimination des publicités, la protection antivirus, la connexion à un large choix de serveurs et l'emplacement géographique du service auquel ils se connectent.

## Utilisation à l'international
Hotspot Shield a été utilisé pour contourner la censure d'Internet dans les pays dotés de programmes de censure d'Internet stricts,. Lors des manifestations du Printemps arabe en 2010, les manifestants ont utilisé Hotspot Shield pour accéder aux outils de réseaux sociaux afin de communiquer et de télécharger des vidéos,. Hotspot Shield a également été largement utilisé lors de la révolution égyptiennes de 2011, lorsque le régime de Moubarak a sévèrement réprimé l'accès aux sites de médias sociaux. En 2013, l’utilisation de Hotspot Shield a augmenté en Turquie, en réponse aux efforts présumés du gouvernement turc pour censurer les médias sociaux et l’accès des citoyens aux sites Web internationaux,. En 2014, l'utilisation de Hotspot Shield a augmenté à Hong Kong à la suite des manifestations de 2014 à Hong Kong.
En 2012, l'utilisation de Hotspot Shield a augmenté parmi les utilisateurs de Mac aux États-Unis et en Europe, puisque 500 000 utilisateurs de Mac ont été infectés par le virus Flashback. Hotspot Shield a été utilisé comme protection contre le virus.
Hotspot Shield est l'un des douze outils de contournement évalués par un rapport financé par Freedom House basé sur l'expérience des utilisateurs en Chine en 2010, qui comprend Ultrasurf, Tor et Freegate. L'outil est téléchargeable gratuitement.

## Réception critique
Hotspot Shield a généralement reçu des critiques positives de la part des publications et des sites Web du secteur,. PC Magazine a qualifié le logiciel d'« excellent » et a salué son indicateur d'état, le cryptage du trafic, la vitesse de connexion à certains moments et la flexibilité de paiement, mais a critiqué la plateforme publicitaire du logiciel, l'injection de code du site Web, le ralentissement du temps de réponse global et les modifications des paramètres du navigateur.
En août 2017, le Center for Democracy and Technology (CDT) a déposé une plainte ouverte auprès de la Federal Trade Commission (FTC), déclarant qu'il « concerne des pratiques de partage de données et de redirection de trafic non divulguées et peu claires dans Hotspot Shield Free VPN, qui devraient être considérées comme des pratiques commerciales déloyales et trompeuses en vertu de l'article 5 de la loi FTC. » Le CDT « s'est associé à des chercheurs de l'Université Carnegie Mellon pour analyser l'application et le service et a découvert des « pratiques de partage de données non divulguées » avec des réseaux publicitaires. »
En février 2018, un chercheur en sécurité a découvert un bug de divulgation d'informations dans l'application qui entraîne une fuite de données utilisateur, telles que le pays dans lequel se trouve l'utilisateur et le nom de son réseau Wi-Fi, s'il est connecté.